# Oorkondeleer
De oorkondeleer of diplomatiek is een hulpwetenschap van de geschiedschrijving die het ontstaan, de vorm en geschiedenis van oorkonden onderzoekt. Vooral het onderzoek naar de echtheid van oorkonden en het onderkennen van eventuele vervalsingen leidde in de 17e eeuw tot het ontstaan van deze discipline. Tegelijk met de oorkondeleer begon ook de moderne ontwikkeling van de bestudering van het oude schrift, de paleografie. Ook hulpwetenschappen als de chronologie (voor de wijze van datering en de vaststelling van de ouderdom) en de sfragistiek (zegelkunde) ondersteunen de beoefening van de oorkondeleer. Ook voor de archiefwetenschap is de oorkondeleer van belang.

## Het begin
In de 17e eeuw begonnen enkele Nederlandse en Belgische Jezuïeten met kritisch onderzoek naar heiligenlevens, wat zou leiden tot de uitgave van de Acta Sanctorum door de Bollandisten. Daarbij trokken zij de echtheid van de Merovingische oorkonden van met name benedictijnse kloosters in twijfel. In het bijzonder oorkonden van de koninklijke abdij van Saint-Denis werden voor vervalsingen gehouden. Een reactie van deze orde bleef niet uit. Dom Jean Mabillon (1632-1707) publiceerde in 1681 zijn De re diplomatica, waarin hij voor het eerst een systematische uiteenzetting gaf over echtheidscriteria van oorkonden. De titel van zijn boek gaf de nieuwe discipline de benaming diplomatiek, uiteraard te onderscheiden van diplomatie. Met name de benedictijnen van de congregatie van Saint-Maur spanden zich in de 18e eeuw in om zijn werk voort te zetten. Het hagiografisch onderzoek van de Jezuïeten, de aanleiding voor de ontwikkeling van de oorkondeleer, wordt nog steeds voortgezet door de zogeheten Bollandisten te Brussel.

## Inhoud en werkwijze
De oorkondeleer onderscheidt aan oorkonden interne en externe kenmerken. De inhoud van oorkonden volgt meestal een vast patroon met onder andere een groetformule, inleiding, een feitelijke bepaling, slotformules en bekrachtigingen (door handtekeningen of zegels). Zo is niet elke pauselijke oorkonde formeel een bul: er zijn ook oorkonden als de breve en de suppliek. Uiterlijke kenmerken zijn onder andere het materiaal, de afmetingen, de schriftsoort en de bezegeling. Met name de kanselarij van de pausen ontwikkelde een aantal standaarden die de kanselarijen van koningen, graven en hertogen in min of meerdere mate overnamen. Ook de oorkonden van steden en bisschoppen, en die van notarissen, kennen hun eigen specifieke kenmerken. De publicatie van zogeheten oorkondeboeken waarin dergelijke oorkonden en masse worden samengebracht, maakt het mogelijk om hierover betrouwbare uitspraken te doen. Lijsten met regesten, beknopte min of meer systematische samenvattingen van oorkonden, staan dit niet toe, maar kunnen bijvoorbeeld wel weer zicht bieden op de tekstoverlevering van oorkonden, indien dit in voetnoten of anderszins wordt aangegeven.

## Context
Onderzoek naar vervalsingen vormde lange tijd de kern van de oorkondeleer. Achter vervalste oorkonden zit vaak een boeiende achtergrond die licht werpt op de situatie waarin men besloot oorkonden te vervalsen. De Duitse historicus Theodor von Sickel begon midden 19e eeuw met het onderzoek naar kanselarijen waarbij de productie van oorkonden aandacht krijgt. In Frankrijk leidde en leidt de in 1821 opgerichte École Nationale des Chartes te Parijs historici op met veel aandacht voor de oorkondeleer. Otto Oppermann, de eerste Nederlandse hoogleraar middeleeuwse geschiedenis aan de Universiteit Utrecht, onderzocht Nederlandse oorkonden begin 20e eeuw vooral op het criterium van echtheid. Hij verklaarde hele oorkondecollecties vals, bijvoorbeeld die van het norbertijnenklooster Mariënweerd. Na de Tweede Wereldoorlog hebben met name historici aan de Universiteit van Amsterdam het Nederlandse onderzoek naar middeleeuwse oorkonden op internationaal peil gebracht. In de huidige geschiedschrijving bestudeert men oorkonden niet enkel als informatiedrager, maar als een belangrijk element in een culturele context.